# Leander Kahney
Leander Kahney (25 de novembro de 1965) é um editor e ex-repórter sênior da Wired News, a publicação online da revista Wired. É o autor deThe Cult of Mac, Cult of iPod (ISBN 1-886411-83-2) e A Cabeça de Steve Jobs. Kahney é mais conhecido por seu popular blog, Cult of Mac. Como um escritor de destaque de assuntos relacionados a Apple  e Macintosh, Kahney já foi teorizado (incorretamente) como sendo a identidade de Fake Steve Jobs.